# Nathan Coe
Nathan Coe, né le 1er juin 1984 à Brisbane, Queensland, est un footballeur australien. Il joue au poste de gardien de but avec l'équipe d'australie.

## Biographie
En octobre 2012, il retourne au pays et signe en faveur de Melbourne Victory.

## Carrière

### En club
- 2003-2004 : Inter Milan
- 2004-2006 : PSV Eindhoven
- 2007-2009 : FC Copenhague
- 2009 : Örgryte IS (Prêt)
- 2009-2010 : Randers FC
- 2010-2012 : SønderjyskE
- depuis 2012 : Melbourne Victory

## Sélections
Nathan Coe fait ses débuts en équipe nationale d'Australie le 5 janvier 2011 contre les Émirats arabes unis.
3 sélections et 0 but avec l'Australie depuis 2011.

## Statistiques

### En club
| Saison    | Club          | Pays     | Championnat | Championnat | Championnat |
| Saison    | Club          | Pays     | Division    | Matchs      | Buts        |
| --------- | ------------- | -------- | ----------- | ----------- | ----------- |
| 2007-2008 | FC Copenhague | Danemark | SAS Ligaen  | 1           | 0           |
| 2008-2009 | FC Copenhague | Danemark | SAS Ligaen  | 2           | 0           |
| 2009      | Örgryte IS    | Suède    | Allsvenskan | 5           | 0           |
| 2009-2010 | Randers FC    | Danemark | SAS Ligaen  | 4           | 0           |
| 2010-2011 | SønderjyskE   | Danemark | SAS Ligaen  | 33          | 0           |
| 2011-2012 | SønderjyskE   | Danemark | SAS Ligaen  | 31          | 0           |

## Palmarès
- Championnat d'Australie en 2015